# Перехрестівська сільська рада (Роменський район)
Перехре́стівська сільська́ ра́да — колишній орган місцевого самоврядування в Роменському районі Сумської області. Адміністративний центр — село Перехрестівка.

## Загальні відомості
- Населення ради: 2 312 особи (станом на 2001 рік)

## Населені пункти
Сільській раді підпорядковані населені пункти:
- с. Перехрестівка
- с. Бойкове
- с. Зюзюки
- с. Кашпури
- с. Кузьменкове
- с. Левондівка
- с. Малярівщина
- с. Олексіївка
- с. Савойське

## Склад ради
Рада складається з 16 депутатів та голови.
- Голова ради: Ярошенко В'ячеслав Іванович
- Секретар ради: Бабак Раїса Георгіївна

### Керівний склад попередніх скликань
| Прізвище, ім'я, по батькові | Основні відомості                                                 | Дата обрання | Дата звільнення |
| --------------------------- | ----------------------------------------------------------------- | ------------ | --------------- |
| Ярошенко В'ячеслав Іванович | Сільський голова, 1963 року народження, освіта вища, безпартійний | 26.03.2006   | 31.10.2010      |
| Ярошенко В'ячеслав Іванович | Сільський голова, 1963 року народження, освіта вища, безпартійний | 31.10.2010   |                 |

Примітка: таблиця складена за даними сайту Верховної Ради України